# Мустафа аль-Казимі
Мустафа Абдель Латіф Мушетт (араб. مصطفى عبد اللطيف مشتت), відомий як Мустафа аль-Казимі (مصطفى الكاظمي‎), нар. 5 липня 1967, Багдад, Ірак) — іракський політик, журналіст і письменник. Прем'єр-міністр Іраку з 6 травня 2020 (виконував обов'язки з 9 квітня) до 27 жовтня 2022 року. Міністр закордонних справ Іраку з 12 травня до 6 червня 2020 року. Очолював Іракську національну розвідувальну службу в 2016—2020 роках.

## Біографія
Мустафа Абдель Латіф народився у Багдаді 5 липня 1967 року. 1963 року сім'я переїхала з Еш-Шатра у мухафазі Ді-Кар до району Багдада Кадимія. Батько Хаджі Абдель Латіф Мушетта аль-Гарібаві працював інженером в аеропорту Багдада.
2012 року закінчив юридичний факультет приватного Університета Ат-Турат у Багдаді. Здобув ступінь бакалавра в галузі права.
Був в опозиції до режиму Саддама Хусейна. 1985 року емігрував через Іракський Курдистан до Німеччини, а потім до Великої Британії, жив в еміграції.
Протягом декількох років працював колумністом і редактором американської газети «Аль-Монітор».
У 2003—2010 рр. був виконавчим директором Iraq Memory Foundation (IMF) в Лондоні.
7 червня 2016 року прем'єр Хайдер аль-Абаді призначив його очільником Іракської національної розвідувальної служби.
У березні 2020 року представник шиїтського угруповання Катаїб Хезболла звинуватив Мустафу аль-Казимі в причетності до загибелі очільника Сили «Кудс», Касема Сулеймані і Абу Махді аль-Мухандіса внаслідок авіаудару США у міжнародному аеропорту Багдада 3 січня 2020 року.
Наприкінці листопада 2019 року прем'єр Аділь Абдул-Махді подав у відставку. Рада представників Іраку (парламент) прийняла відставку 1 грудня. 1 лютого 2020 року президент Іраку Бархам Саліх призначив Мухаммеда Тауфіка Алауї прем'єр-міністром країни і доручив йому сформувати уряд. 1 березня Мухаммед Тауфік Алауї відмовився формувати уряд і відкликав свою кандидатуру. 17 березня президент Іраку призначив Аднана аз-Зурфі прем'єр-міністром країни і доручив йому сформувати уряд. 9 квітня, після того як Аднан аз-Зурфі склав повноваження, президент Іраку призначив Мустафу аль-Казимі прем'єр-міністром країни і доручив йому сформувати уряд.
7 травня Рада представників Іраку висловила довіру уряду аль-Казимі і схвалила його програму. Того ж дня аль-Казимі склав присягу як прем'єр. 12 травня змінив Мухаммеда Алі аль-Хакіма на посаді міністра закордонних справ.

### Замах
Уночі проти 7 листопада 2021 року на Мустафу вчинили замах, прем'єр-міністра госпіталізували після атаки безпілотника на його резиденцію в Багдаді. Політика привезли до лікарні з легкими пораненнями. Спробу замаху на політика у МВС країни назвали терактом. Атаку провели за допомогою трьох безпілотних літальних апаратів, два з яких збили.
Третій безпілотник уразив будинок аль-Казимі — внаслідок цього кілька співробітників охорони прем'єра отримали поранення. Згодом Мустафа заявив, що знає замовників. Серед організаторів замаху назвали представників радикальних проіранських угруповань, зокрема угруповання, пов'язані з проіранською коаліцією «Аль-Хашд аш-Шаабі» («Сили народної мобілізації»), яка не задоволена поразкою у жовтневих виборах 2021 року й виступала з протестами та вимогами переглянути підсумки голосування.